# Кривели (Смоленская область)
Кривели — деревня в Монастырщинском районе Смоленской области России. Входит в состав Татарского сельского поселения. Население — 14 жителей (2007 год).

## Физико-географическая характеристика

### Географическое положение
Расположена в западной части области в 23 км к юго-западу от Монастырщины, в 36 км южнее автодороги Р135 (Смоленск — Красный — Гусино), на берегу реки Лынья. В 53 км севернее деревни расположена железнодорожная станция Гусино на линии Москва — Минск.

## История
В годы Великой Отечественной войны деревня была оккупирована гитлеровскими войсками в июле 1941 года, освобождена в сентябре 1943 года.